# 清瀬市立野塩図書館
清瀬市立野塩図書館（きよせしりつのしおとしょかん）とは、東京都清瀬市が設置していた清瀬市立図書館の一つである。
清瀬市で4番目の図書館で、1982年（昭和57年）7月に野塩地域市民センター内に誕生したが、貸出者数の減少等を理由に、2025年（令和7年）3月に廃止された。

## 基本情報
- 所在地：　東京都清瀬市野塩1丁目322‑2（野塩地域市民センター1階）
- 延床面積：　395㎡
- 蔵書：　図書57,859冊（うち児童資料19,464冊）、雑誌20種、新聞4種
- 来館者数：　34,982人
- 貸出冊数：　75,450冊（うち児童資料35,664冊）

## 沿革

### 読書室時代
1976年（昭和51年）6月、野塩児童館が開館する。読書室が設けられ、市はこれを拡充し地域図書館としていくとした。
1981年（昭和56年）8月から野塩地域市民センターの増築工事が始まる。もともとあった児童施設、地域集会施設、出張所に加えて、老人等集会施設、図書館を設けるためで、翌年3月に工事が完了すると図書館の開館に向けて準備が進められた。

### 図書館時代
1982年（昭和57年）7月、開館準備が終わり、野塩地域市民センター1階に野塩図書館が開館される。市内で初めてコンピューターによる図書の貸出・返却処理を行い、専用の新しい貸出券を発行した。蔵書数は約14,000冊で、将来は40,000冊になるとされた。施設内は書庫、一般読書コーナー、児童読書室に分かれ、児童読書室には親子読書コーナーが設けられた。図書館の開館を記念して、開館当日の7月21日には「人形劇コロコロ」による人形劇公演が行われている。
当時の開館時間は下表の通りである。なお、野塩図書館の開館に伴い、元町と下宿の両図書館の開館時間も見直され、日曜日の午前中と、週に一度、夜間帯が開館することになった。
| 月   | 火                        | 水          | 木          | 金          | 土          | 日                      |
| ---- | ------------------------- | ----------- | ----------- | ----------- | ----------- | ----------------------- |
| 休館 | 13:00-17:00 （第3週のみ） | 13:00-17:00 | 13:00-17:00 | 13:00-19:00 | 13:00-17:00 | 10:00-12:00 13:00-17:00 |

#### 貸出冊数の推移

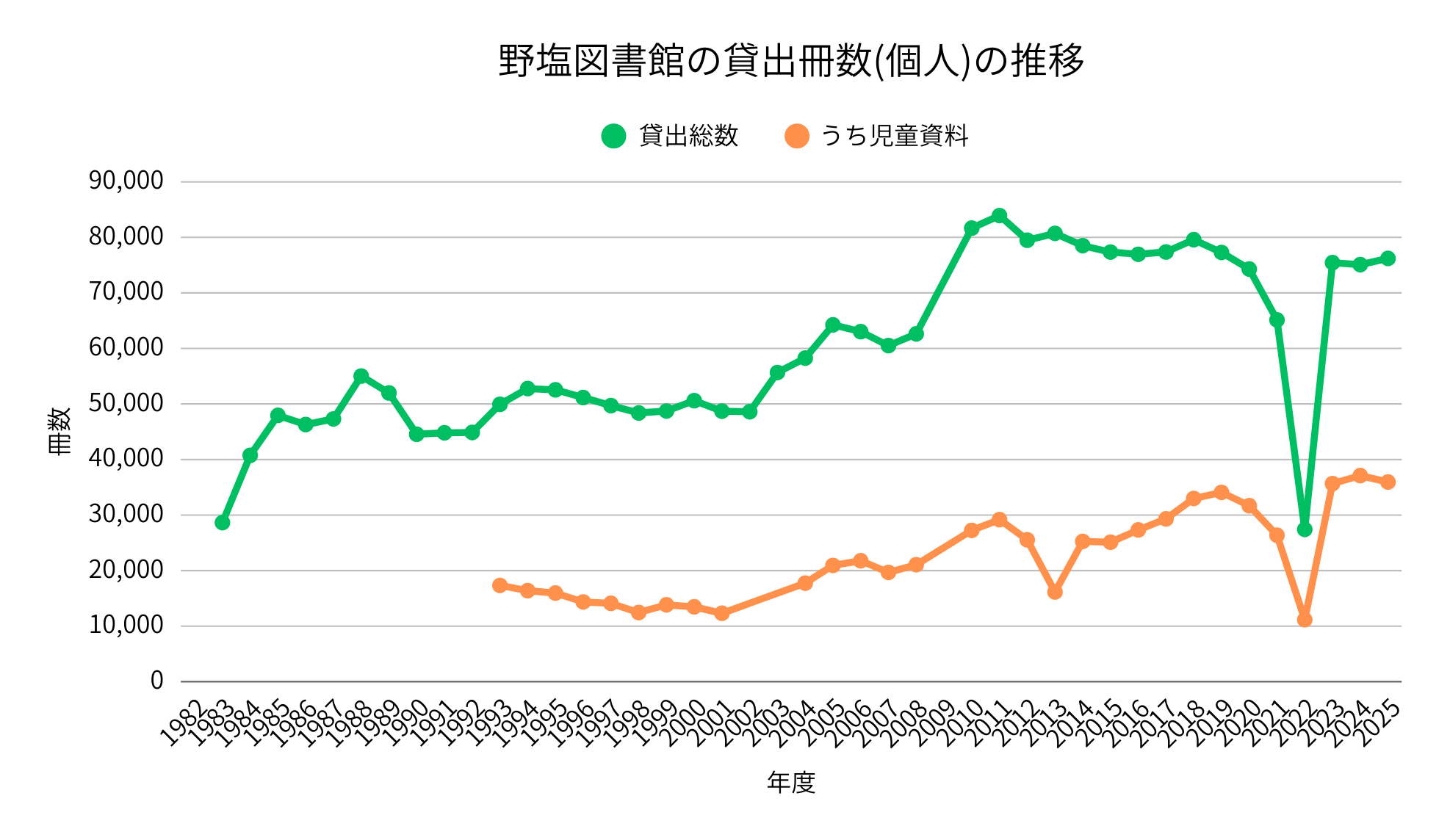
東京都立中央図書館『東京都公立図書館調査』各年度版より作成。ただし、1994年度より前と2002、2003年度の児童資料、2009年度については数値不明。

貸出冊数の推移は以下の図の通りである。

### 年表
- 1976年（昭和51年）6月1日 - 野塩児童館が開館。読書室が設けられる
- 1981年（昭和56年）8月 - 野塩地域市民センターの増築工事が開始
- 1982年（昭和56年）3月 - 野塩地域市民センターの増築工事が完了。図書館開館に向けて準備が進められる
- 1982年（昭和57年）7月21日 - 野塩地域市民センター1階に開館
- 2025年（令和7年）3月31日 - 下宿、竹丘、中央の各図書館とともに廃止